# Bairesche σ-Algebra
Die bairesche σ-Algebra ist in der Maßtheorie die kleinste σ-Algebra eines topologischen Raumes, so dass die reellwertigen stetigen Funktionen messbar sind. Sie wird durch die Baire-Mengen erzeugt, diese sind Borel-Mengen, die keine pathologischen Eigenschaften besitzen. Die bairesche σ-Algebra ist somit eine Unter-σ-Algebra der borelschen σ-Algebra
{\displaystyle {\mathcal {B}}_{0}(X)\subseteq {\mathcal {B}}(X).}
Die bairesche σ-Algebra ist nach René Louis Baire benannt. In der Literatur existieren unterschiedliche Definition der Baire-Mengen, die zum Teil nicht äquivalent sind. Folglich gibt es auch unterschiedliche Definitionen der baireschen σ-Algebra und des Baire-Maßes. Wir folgen Wladimir Igorewitsch Bogatschow.

## Bairesche σ-Algebra
Sei {\displaystyle X} ein topologischer Raum und {\displaystyle C(X,\mathbb {R} )} der Raum der reellwertigen, stetigen Funktionen über {\displaystyle X}. Die bairesche σ-Algebra {\displaystyle {\mathcal {B}}_{0}(X)} wird durch die Mengen
{\displaystyle \{x\in X\colon f(x)>0\}}
erzeugt, wobei {\displaystyle f\in C(X,\mathbb {R} )}.

### Eigenschaften
- Die gleiche σ-Algebra wird durch die beschränkten, stetigen Funktionen erzeugt.
- Die σ-Algebra wird durch die Mengen {\displaystyle f^{-1}(\{0\})} mit {\displaystyle f\in C(X,\mathbb {R} )} erzeugt.[2]

#### Vergleich zu anderen σ-Algebren
- In einem metrischen Raum {\displaystyle (X,d)} gilt {\displaystyle {\mathcal {B}}(X)={\mathcal {B}}_{0}(X)}.
- Sei {\displaystyle T} eine überabzählbare Menge und {\displaystyle X=\mathbb {R} ^{T}} (beachte, {\displaystyle X} ist nicht metrisierbar). Dann ist {\displaystyle {\mathcal {B}}_{0}(X)<{\mathcal {B}}(X)}, aber {\displaystyle {\mathcal {B}}_{0}(X)={\mathcal {E}}(X,X')} wobei {\displaystyle {\mathcal {E}}(X,X')} die zylindrische σ-Algebra bezeichnet.[3]

## Baire-Menge
Eine Menge in {\displaystyle {\mathcal {B}}_{0}(X)} heißt Baire-Menge. Ein Maß {\displaystyle \mu :{\mathcal {B}}_{0}(X)\to \mathbb {R} _{+}} heißt Baire-Maß.

### Eigenschaften
- Jede Baire-Menge ist durch eine abzählbare Familie von Funktionen bestimmt, das heißt sie haben die Form

{\displaystyle \{x\colon (f_{1}(x),f_{2}(x),\dots ,f_{n}(x),\dots )\in B\},\;f_{i}\in C(X,\mathbb {R} ),\;B\in {\mathcal {B}}(\mathbb {R} ^{\infty }),}
und alle Mengen dieser Form sind Baire-Mengen und {\displaystyle C(X,\mathbb {R} )} kann durch {\displaystyle C_{b}(X,\mathbb {R} )} ersetzt werden.